# Arthur Danto
Arthur Coleman Danto (Ann Arbor, 1 de janeiro de 1924 — Nova Iorque, 25 de outubro de 2013) foi um filósofo e crítico de arte americano. Professor emérito de filosofia da Universidade de Columbia (Nova York) desde 1951, foi também crítico de arte da revista The Nation. Sua visão do desenvolvimento da arte inspirava-se na dialética histórica de Hegel.
Danto foi autor de numerosos artigos e livros de crítica de arte, mas também de filosofia. The Artworld ("O mundo da arte"), publicado em 1964 no The Journal of Philosophy, é um dos seus mais importantes artigos. É nele que Danto cunha a expressão "mundo da arte", que, por ser mal interpretada, teria levado o filósofo George Dickie a elaborar sua "teoria institucional da arte". Posteriormente, Danto postula a diferença entre a sua interpretação e a de Dickie, esclarecendo seu pensamento em A transfiguração do lugar comum.
Danto colaborava regularmente para a revista Punch Review  e para a revista de arte contemporânea Artforum.
Apesar de ter escrito sobre vários temas (filosofia da ação, filosofia da história e filosofia do conhecimento), Danton é conhecido principalmente por seus trabalhos na área de estética.Com Nelson Goodman, ele é um dos mais célebres representantes da estética analítica americana, embora tenha se distanciado gradualmente dessa vertente, vinculando-se à obra filosófica dita "continental" (Hegel, Nietzsche e Sartre, entre outros). De fato, Arthur Danto se separa pouco a pouco de todos os pensadores que haviam sido referência durante sua formação universitária nos Estados Unidos  (onde a escola analítica é dominante). À parte sua teoria sobre os indiscerníveis, a visão de Danto sobre a evolução da arte é profundamente marcada pelo historicismo hegeliano.

## Biografia
Arthur Danto nasceu em Ann Arbor (Michigan) em 1924, e cresceu em Detroit. Depois de servir dois anos ao exército, estudou arte e história na Wayne University e, seguida, filosofia na Universidade Columbia de Nova York. De 1949 a 1950, estudou em Paris, com uma bolsa Fulbright, sob a direção de Jean Wahl, voltando em 1951 ao seu país, para lecionar em Columbia.
Danto faleceu em consequência de uma parada cardíaca, na sua casa, em Manhattan.

## Pensamento
Parte da celebridade alcançada por Danto foi consequência de sua tese sobre um suposto "fim da arte" no horizonte contemporâneo da cultura. Para fundamentar a sua posição, ele recorreu à meditação hegeliana sobre a morte da arte, no contexto da Estética do filósofo alemão. Em 1984, Danto publica o seu ensaio "The End of Art", que depois será melhor elaborado e transformado, em 1997, no seu livro mais popular "After the end of Art – Contemporary Art & the Pale of History". Tomàs Llorens relaciona a teoria dantiana sobre o fim da arte ao equivalente de uma proclamação, na verdade, sobre o fim da história da arte, que ele associa ao pensamento de Fukuyama. Mas, segundo Gabriel San Martin, "a finalidade de Danto ao elaborar a teoria do fim da arte (...) está ainda na fundamentação do seu sistema filosófico".
Danto promoveu a obra de artistas de vanguarda, como Andy Warhol, e teorizou sobre o fim do "fetichismo" da beleza. Foi considerado o filósofo analítico mais importante em temas de estética, embora algumas de suas teses fosse controversas. Para responder à pergunta "como se distingue um objeto de arte de um objeto meramente funcional?" Danto abandona as balizas da história da arte em favor das explicações sociológicas. Para ele, algo não se torna obra de arte por alguma qualidade intrínseca, mas por se enquadrar dentro do que chama "mundo artístico", um coletivo do qual certamente participam os próprios criadores, mas também os críticos, historiadores, museólogos e marchands que o integram. Se o mundo artístico aceita algo como arte, então é arte. O marco interpretativo de Danto foi difundido sob o rótulo de teoria institucional da arte e continua a ter grande influência, sobretudo a partir da obra de George Dickie. "Tento explicar, desde o ponto de vista da historia da arte, por qur a beleza se foi e nunca mais voltou", declarou durante uma apresentação do seu libro O abuso da arte (Paidós, 2009). "A beleza, para a arte, é uma opção, não uma condição necessária".
Danto não diz que não se faz mais arte ou que a que se faz já não é relevante. Mas, segundo ele, após as grandes rupturas ocorridas nos anos 1960 – com a arte pop, o minimalismo, a arte conceitual –  "as obras de arte podem parecer seja o que for, incluindo objetos perfeitamente triviais". Nessa situação de total liberdade criativa, o papel do artista seria "filosofar através de meios visuais, usando todos os recursos que lhe pareçam adequados". Do mesmo modo, o crítico deve se valer de "tudo o que possa ajudá-lo a atingir uma interpretação inteligível" sobre a obra do artista.

## Obras

### Livros
Danto é autor de numerosos livros sobre filosofia e arte, incluindo:
- Nietzsche as Philosopher (1965)
- What Philosophy Is (1968)
- Analytical Philosophy of Action (1973)
- Analytical Philosophy of Knowledge
- Sartre (Fontana Modern Masters, 1975)
- The Transfiguration of the Commonplace (1981)
- Narration and Knowledge (1985) - Including earlier book Analytical Philosophy of History (1965)
- The Philosophical Disenfranchisement of Art (1986)
- Mysticism and Morality: Oriental Thought and Moral Philosophy (1987)
- Beyond the Brillo Box: The Visual Arts in Post-Historical Perspective (1992)
- Connections to the World: The Basic Concepts of Philosophy (1997)
- After the End of Art (1997)
- The Abuse of Beauty (2003)
- Red Grooms (2004)
- Andy Warhol (2009)

### Ensaios
- "The Artworld" (1964) Journal of Philosophy LXI, 571-584
- The State of the Art (1987)
- Encounters and Reflections: Art in the Historical Present (1990)
- Playing With the Edge: The Photographic Achievement of Robert Mapplethorpe (1995)
- The Wake of Art: Criticism, Philosophy, and the Ends of Taste (1998)
- Hegel's End-of-Art Thesis (1999)
- The Madonna of the Future: Essays in a Pluralistic Art World (2000)
- Philosophizing Art: Selected Essays (2001)
- The Body/Body Problem: Selected Essays (2001)
- The Poetry of Meaning and Loss: The Glass Dresses of Karen LaMonte (2005). Karen LaMonte: Absence Adorned. Tacoma, WA: Museum of Glass, International Center for Contemporary Art, 2005.
- Unnatural Wonders: Essays from the Gap Between Art and Life (2007)